# Jessica Berscheid
Jessica Berscheid (* 30. Juli 1997 in Wintger) ist eine ehemalige luxemburgische Fußballspielerin.

## Karriere

### Vereine
Berscheid begann in Wintger beim dort ansässigen AS Wincrange mit dem Fußballspielen und kam während ihrer Zugehörigkeit zur Jugendmannschaft von 2011 bis 2013 auch für die Erste Mannschaft sporadisch zum Einsatz.
In der Saison 2013/14 gehörte sie dem SV Bardenbach an, für den sie in der deutschen drittklassigen Regionalliga Südwest 17 von 20 Punktspielen bestritt und fünf Tore erzielte. Mit dem Abstieg ihres Vereins aus dieser Spielklasse, wechselte sie zum FC Bitburg, der als Neuling ein Jahr zuvor die Spielklasse halten konnte. Für den Verein bestritt sie 18 Punktspiele und verließ diesen, da er ebenfalls am Saisonende 2014/15 absteigen musste.
Da der vorgesehene Wechsel zum Zweitligisten Alemannia Aachen im Sommer 2015 scheiterte, nahm sie die Möglichkeit in der Wechselperiode wahr, um sich dem belgischen Zweitligisten Wallonia Sibret anzuschließen. In der Winterpause der Saison 2016/17 kehrte sie zu ihrem ehemaligen Verein FC Bitburg in die Regionalliga Südwest zurück. Seit der Saison 2020/21 gehört sie dem luxemburgischen Erstligisten FC Mamer 32 an, für den sie in der Folgesaison vom 4. September 2021 (2. Spieltag) bis zum 26. Februar 2022 (14. Spieltag) in fünf Punktspielen eingesetzt wurde. Ihre dreijährige Vertragslaufzeit endet am 30. Juni 2023.

### Nationalmannschaft
Jessica Berscheid kam bis zum 21. September 2021 in 24 Länderspielen für die A-Nationalmannschaft zum Einsatz. Ihr Debüt feierte sie am 12. Februar 2014 bei der 0:12-Niederlage im Testspiel gegen die Nationalmannschaft Polens in Koetschette. Im April 2015 nahm sie mit der A-Nationalmannschaft an der 1. Qualifikationsrunde für die Europameisterschaft 2017 teil und kam in allen drei Spielen der Gruppe 1 – in der ihre Mannschaft den vierten Platz einnahm – zum Einsatz.

## Sonstiges
Seit dem Jahr 2023 bekleidet sie das Amt des Sportdirektors des Vereins.